# Ramon Vega
Ramon Vega (ur. 14 czerwca 1971 w Olten) – szwajcarski piłkarz grający na pozycji środkowego obrońcy.

## Kariera klubowa
Vega pochodzi z małej miejscowości Olten. Jego rodzice są Hiszpanami i pochodzą z Madrytu. Piłkarską karierę rozpoczął w FC Olten, skąd w 1990 roku wyejchał do Zurychu do klubu Grasshoppers. W 1991 roku zadebiutował w jego barwach w pierwszej lidze (wywalczył swój pierwszy tytuł mistrza kraju), a już rok później stał się członkiem podstawowego składu. W 1994 roku zdobył Puchar Szwajcarii, a w 1995 roku drugi raz został mistrzem kraju. W tym samym roku zadebiutował w rozgrywkach grupowych Ligi Mistrzów i przyczynił się do zdobycia kolejnego tytułu mistrzowskiego przez GZ. Przez 6 sezonów Vega rozegrał dla Grasshoppers 169 ligowych spotkań i zdobył w nich 13 bramek.
W 1996 roku Vega przeszedł do włoskiego Cagliari Calcio, w którym występował wraz ze swoim rodakiem Marco Pascolo. W Serie A Szwajcar zadebiutował 8 września w wygranym 2:0 spotkaniu z Atalantą BC. W Cagliari Vega zaliczył 14 spotkań, a już zimą 1997 roku wyjechał do angielskiego Tottenhamu Hotspur, w którym miał zastąpić kontuzjowanych Johna Scalesa i Gary’ego Mabbutta. Swój pierwszy mecz w Premiership zaliczył 12 stycznia w meczu z Manchesterem United, przegranym przez „Spurs” 1:2. Natomiast kwietniowej potyczce z Aston Villą (1:1) strzelił pierwszą bramkę na angielskich boiskach. W sezonie 1997/1998 nadal był podstawowym zawodnikiem Tottenhamu, ale już w sezonie 1998/1999 opuścił dużą część meczów z powodu kontuzji. Osiągnął też swój jedyny sukces podczas pobytu w „Spurs” - zdobył Puchar Ligi Angielskiej. W latach 1999-2001 z powodu urazów zaliczył tylko 15 spotkań w Tottenhamie.
Na początku 2001 roku Vega został wypożyczony do szkockiego Celtiku, w którym odzyskał dawną formę. Zdobył 2 gole w Scottish Premier League i wywalczył zarówno mistrzostwo i Puchar Szkocji, jak i Puchar Ligi Szkockiej. Latem wrócił do Anglii i przeszedł do Watfordu, z którym przez rok rywalizował na boiskach Division One. Natomiast sezon 2001/2002, który był ostatnim w jego karierze, spędził we francuskim drugoligowcu US Créteil.
Po zakończeniu kariery sportowej Vega otworzył w hiszpańskiej Marbelli piłkarską szkółkę o nazwie „Ramon Vega's Soccer School”. Z czasem utworzył podobną w angielskim West Yorkshire.
| Sezon   | Klub              | Kraj       | Rozgrywki                    | Mecze | Bramki |
| ------- | ----------------- | ---------- | ---------------------------- | ----- | ------ |
| 1990/91 | Grasshopper Club  | Szwajcaria | Nationalliga A               | 3     | 0      |
| 1991/92 | Grasshopper Club  | Szwajcaria | Nationalliga A               | 34    | 2      |
| 1992/93 | Grasshopper Club  | Szwajcaria | Nationalliga A               | 33    | 2      |
| 1993/94 | Grasshopper Club  | Szwajcaria | Nationalliga A               | 36    | 2      |
| 1994/95 | Grasshopper Club  | Szwajcaria | Nationalliga A               | 33    | 3      |
| 1995/96 | Grasshopper Club  | Szwajcaria | Nationalliga A               | 30    | 4      |
| 1996/97 | Cagliari Calcio   | Włochy     | Serie A                      | 14    | 0      |
| 1996/97 | Tottenham Hotspur | Anglia     | Premiership                  | 8     | 1      |
| 1997/98 | Tottenham Hotspur | Anglia     | Premiership                  | 25    | 3      |
| 1998/99 | Tottenham Hotspur | Anglia     | Premiership                  | 16    | 2      |
| 1999/00 | Tottenham Hotspur | Anglia     | Premiership                  | 5     | 1      |
| 2000/01 | Tottenham Hotspur | Anglia     | Premiership                  | 10    | 0      |
| 2000/01 | Celtic F.C.       | Szkocja    | Scottish Premier League      | 18    | 2      |
| 2001/02 | Watford F.C.      | Anglia     | Football League Championship | 27    | 1      |
| 2002/03 | US Créteil        | Francja    | Ligue 2                      | 23    | 4      |

## Kariera reprezentacyjna
W reprezentacji Szwajcarii Vega zadebiutował 17 marca 1993 roku w towarzyskim spotkaniu z Tunezją, wygranym przez Szwajcarów 1:0. W 1996 roku został powołany przez Artura Jorge do kadry na Euro 96. Tam był podstawowym zawodnikiem Helwetów i wystąpił we wszystkich trzech meczach grupowych: z Anglią (1:1), z Holandią (0:2) i ze Szkocją (0:1). Po tym turnieju zakończył karierę. W kadrze narodowej zagrał 28 razy i zdobył jedną bramkę.